# Sering
De sering (Syringa vulgaris) is een plant uit de olijffamilie (Oleaceae). Het is een kleine boom of struik die vooral bekend is vanwege de aantrekkelijke, zoet geurende bloemen. 

## Voorkomen
De sering komt oorspronkelijk uit Zuidoost-Europa. Met name komt de plant in het wild voor op rotsachtige heuvelhellingen op de Balkan. Op veel plaatsen is de soort ingeburgerd. In tuinen komen allerlei gekweekte rassen voor met bloemkleuren die variëren van wit tot donkerpaars. Veel van deze cultivars (onder andere door de Franse kweker Victor Lemoine geïntroduceerd) hebben dubbele bloemen.

## Kenmerken
De gewone sering heeft lichtgroene, gladde en onbehaarde bladeren in de vorm van een hart. In de herfst vallen de bladeren af. De bloeitijd is in april en mei. De bloemen zijn buis- of trechtervormig en meestal lichtpaars van kleur, maar soms ook wit. De bloemen zitten bij elkaar in grote, welriekende pluimen. Er is een gladde doosvrucht.
Normaal gesproken bereikt de plant een hoogte van 3-4 m, maar er zijn ook exemplaren bekend van wel 7 m hoog.
Sering levert fraai en hard hout, met een fijne structuur. Het kernhout heeft de kleur van de bloem en steekt af tegen het blanke spint. Het verse hout is net als de bloem, zeer aangenaam van geur.

## Vermeerdering
Begin maart wordt een wortel van ongeveer 30 cm lang afgehakt, en in 5 stukken geknipt. De wortelstukken worden 10 cm diep in de volle grond gepoot. Stekken, zaaien en afleggen leiden niet tot levensvatbare seringen.

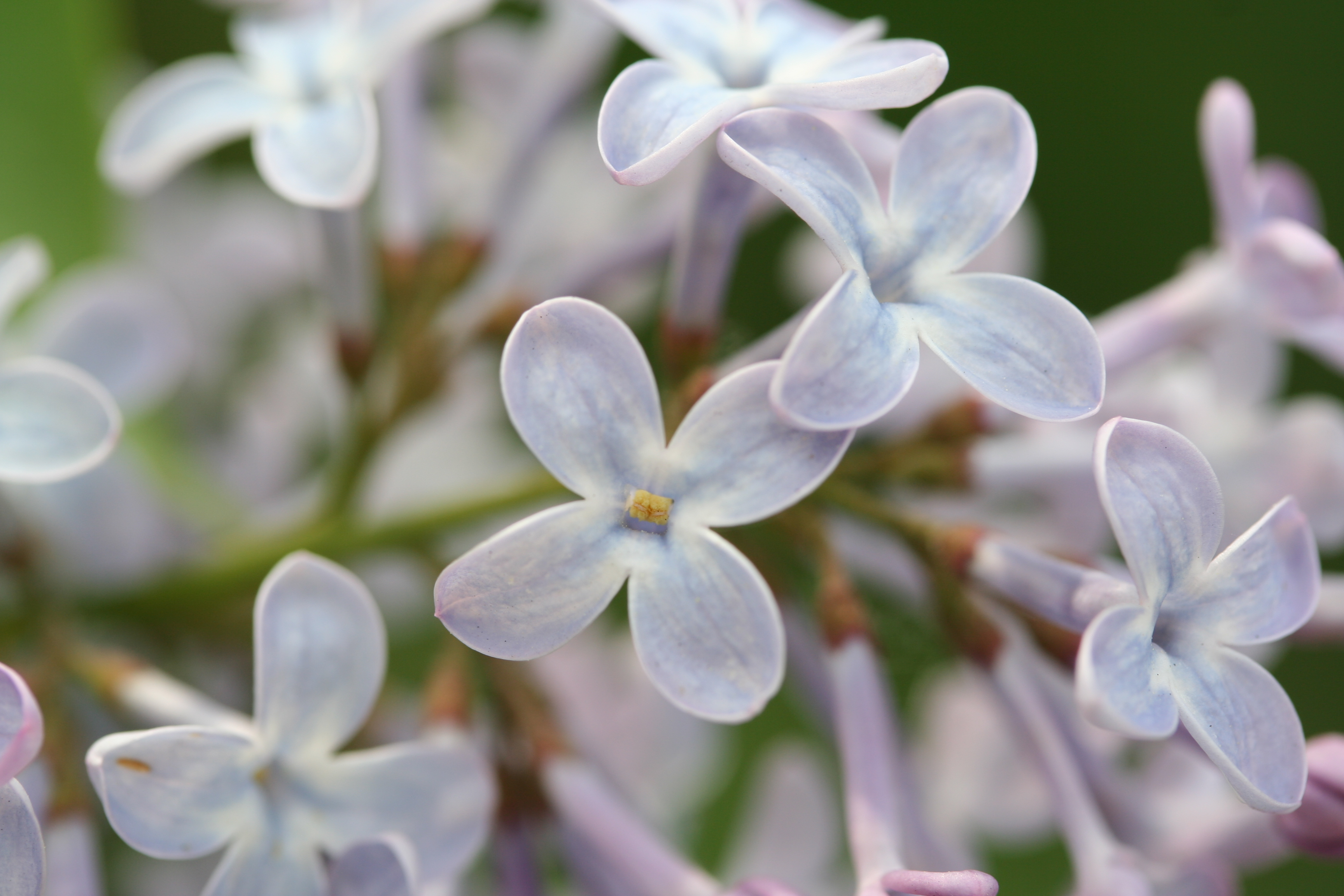
Een bloem van een sering
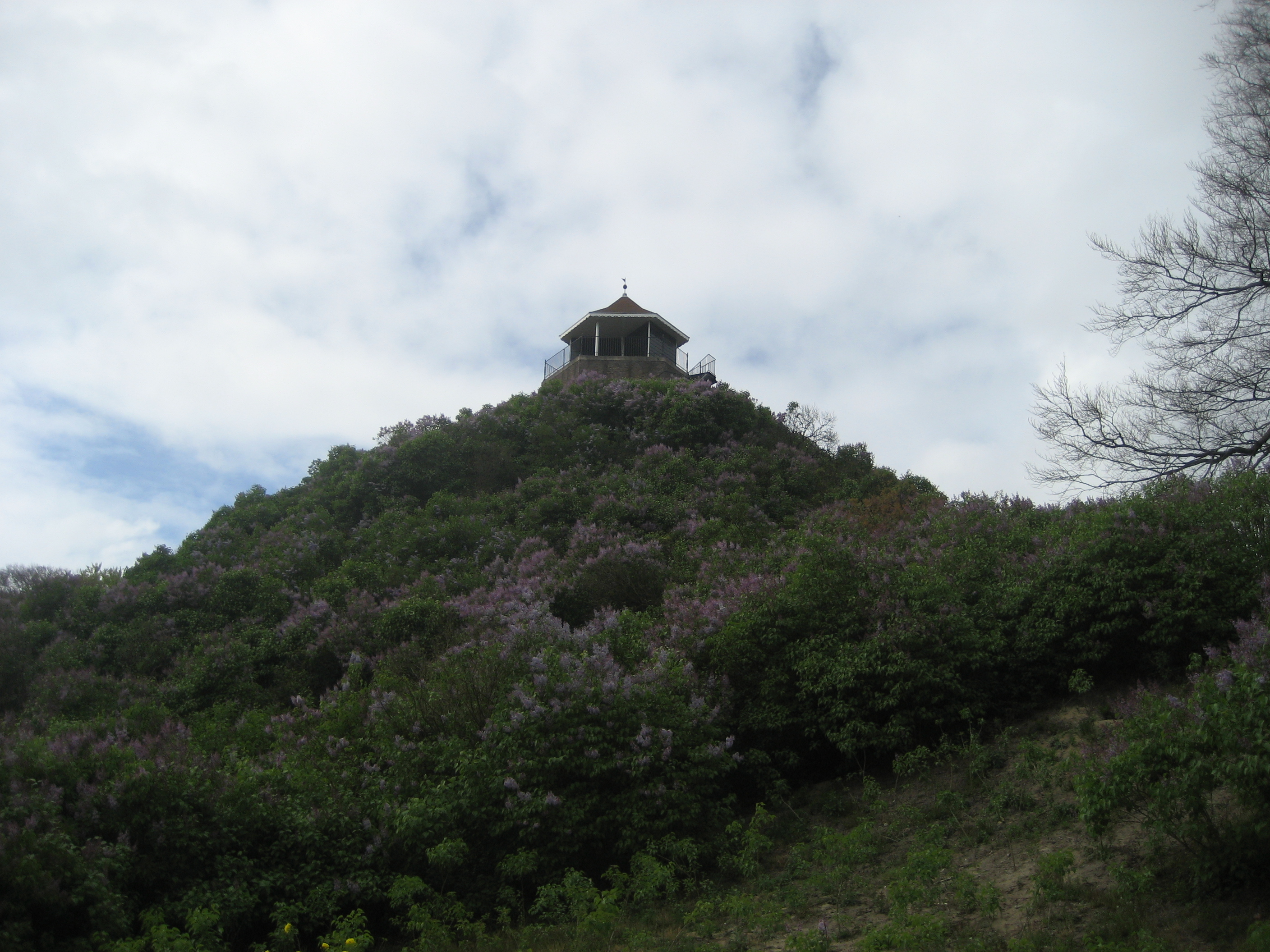
Seringenberg (De Horsten, Wassenaar)
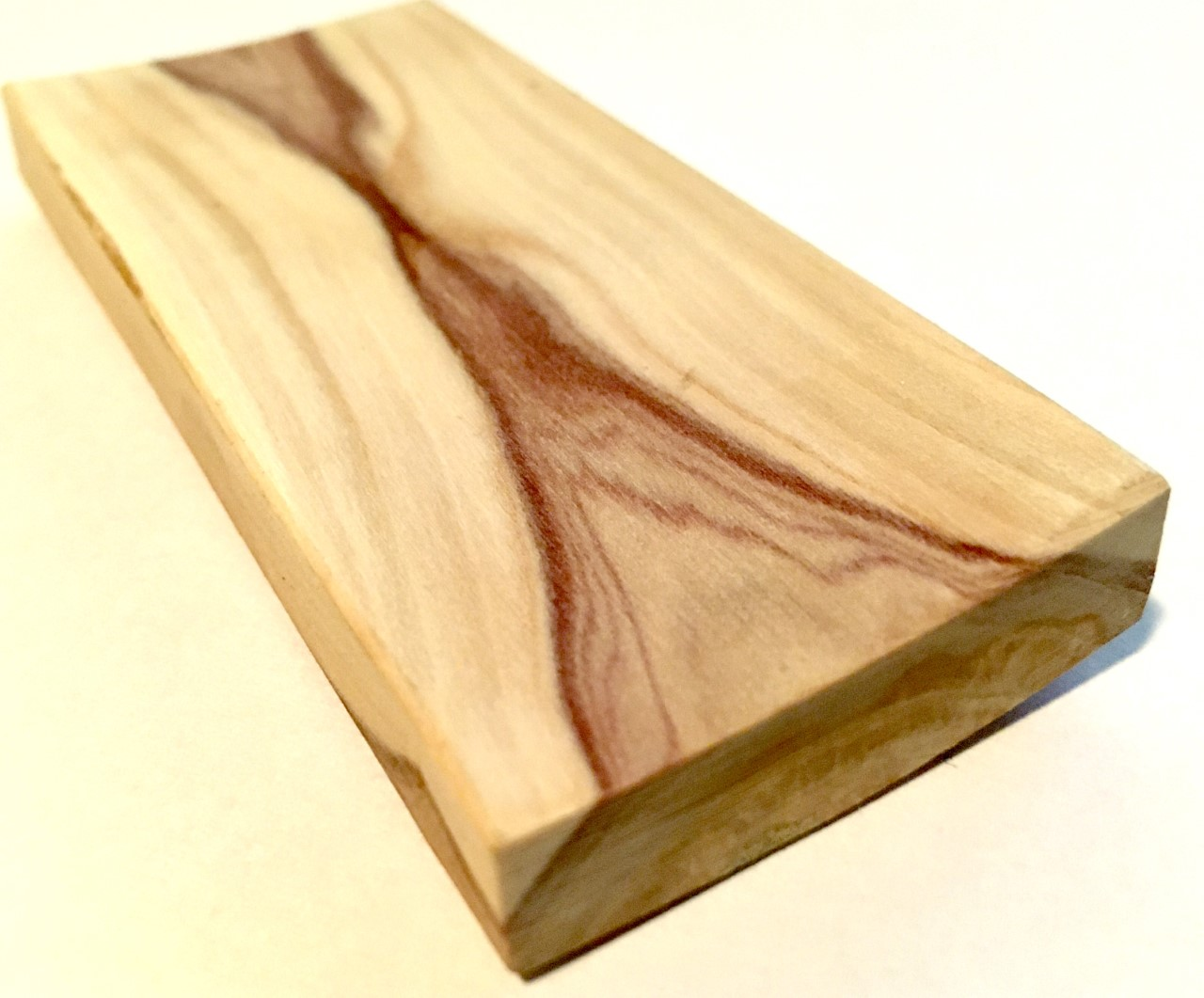
Seringhout